# Death Rabbits
Le Death Rabbits (デスラビッツ?, Desu rabittsu, a volte reso graficamente come DEATHRABBITS) sono un gruppo musicale di idol giapponesi creato nel 2013 dal produttore della G-angel Records Akira Kanzaki.

## Storia
Il gruppo nasce nel novembre del 2013 con un nome diverso, poi cambiato nel novembre del 2016 in Death Rabbits.
Il 13 novembre 2013 viene pubblicato il singolo Idol Star Wars e il 2 aprile il secondo dal titolo Koisuru kisetsu. Il 14 settembre 2014 viene messo in commercio il primo album discografico Daiichiji usagi taisen che viene recensito anche da Marty Friedman.

## Panoramica
Come riportato sul sito ufficiale il gruppo è stato creato al fine di aiutare tre studentesse delle medie a realizzare il loro sogno di avere successo come idol. 
Le tre saranno aiutate nella loro scalata da Buchō (personaggio fittizio in tenuta militare e maschera antigas, dietro al quale si cela il produttore Akira Kanzaki), avendo questo frainteso la situazione crederà di dover sopravvivere ad una vera e propria "guerra idol".
Il genere del gruppo è definito dal loro produttore come "Japanese Death Pop".

## Formazione
- Yuzu Okawa (大川柚?) – voce (2013-presente)
- Emi, vero nome Manami Mochizuki (望月愛実?) – voce (2013-presente)
- Karin Yasui (安井夏鈴?) – voce (2013-presente)
- Buchō (部長?), vero nome Akira Kanzaki (神崎 晃?) – voce (2013-presente)[3]

## Discografia

### Album in studio
- 2014 - Daiichiji usagi taisen (第一次うさぎ大戦?)
- 2016 - Dainiji usagi taisen (第二次うさぎ大戦?)

### Singoli
- 2013 - Idol Star Wars (アイドルSTAR WARS?)
- 2014 - Koisuru kisetsu (恋する季節?)
- 2014 - Omatsuri Japan!! Kokuhaku Night (お祭りJAPAN!!告白Night?)
- 2015 - Usagi no kimochi/Chūni no natsu. Ojisan no natsu. (うさぎのきもち／中二の夏。おじさんの夏。?)
- 2015 - Nande? (なんで？?)[4]